# Robert Renom de la Baume
Joseph-Marie-Robert, comte Renom de la Baume (6 décembre 1885 à Cabo Rojo, Porto Rico - 13 avril 1974 à Paris 7e), est un diplomate français.

## Biographie
Licencié en droit et diplômé de l'École libre des sciences politiques, il rentre au ministère des Affaires étrangères. Il sert comme capitaine au 283e régiment d'infanterie durant la Première Guerre mondiale.
Directeur politique adjoint chargé des affaires économiques au ministère des Affaires étrangères en 1937, il est nommé ambassadeur de France en Espagne en mai 1940. Malgré la rupture des relations diplomatiques, il a maintenu le contact avec la Grande-Bretagne à travers son ambassadeur.
Ambassadeur de France en Suisse du 15 novembre 1940 au 10 juillet 1942, le gouvernement de Vichy lui interdit de tenir des contacts avec son homologue britannique. Il négocia avec Marcel Pilet-Golaz le rapatriement du 45e corps d'armée interné en Suisse.
Rappelé de Berne, il fut placé en surnombre par le régime de Vichy. Le décret fut annulé à la Libération.
À la Libération, il dirigea la délégation de la France au Comité économique entre la France, la Belgique, le Luxembourg et les Pays-Bas le 30 octobre 1945 et rendu d'importants services.
Il était titulaire de la croix de guerre 1914-1918 et de six citations, et commandeur de la Légion d'honneur en 1947.

## Sources
1. ↑  Archives en ligne de Paris, 7e arrondissement, année 1885, acte de décès no 427, cote 7D 281, vue 9/31

- Michel Catala, Les relations franco-espagnoles pendant la Deuxième Guerre mondiale: rapprochement nécessaire, réconciliation impossible, 1939-1944, 1997